# マルケス・デ・ラ・エンセナダ (補給艦)
マルケス・デ・ラ・エンセナダ（SPS Marqués de la Ensenada、A-11)は、スペイン海軍が運用していた給油艦である。

## 概要
本艦は、1988年に退役した「テイデ」の後継として、1988年12月に発注された。これは、オランダとの共同開発が進められていた次期補給艦（後のパティーニョ級）が竣工するまでの暫定的な措置であったことから、予算節約のために商船構造、商船用エンジンが採用された。
貨油7,487トン、航空燃料（JP-5）1,746トン、ドライカーゴ120トンを搭載できる。また病床5床などの医療設備も備えている。